# Медина, Хуан Хосе
Хуан Хосе Медина (исп. Juan José Medina) — парагвайский политический деятель, президент Временной хунты Парагвая в январе-феврале 1841 года.

## Биография
Был офицером армии Парагвая. В сентябре 1840 года, после смерти Верховного пожизненного диктатора страны Хосе Гаспара Родригеса де Франсии стал одним из восьми человек, подписавших документ об учреждении Временной хунты (кроме него, документ подписали пять членов первого состава хунты, а также гражданский алькальд столицы Франсиско Хавьер Филартига и прокурор города Дионисио Акоста).
22 января 1841 года в Парагвае произошёл военный мятеж. 75 солдат пехотного батальона во главе с сержантом Ромуальдо Дуре, недовольные задержкой выплаты жалования, захватили правительственный дворец и свергли военную хунту во главе с Ортисом. Прежний состав хунты и её секретарь Хуан Антонио Сальдуондо были помещены под арест. В тот же день солдаты передали власть новому составу хунты, который возглавил Хуан Хосе Медина. Сам Медина считался военнослужащим, а два его коллеги по составу хунты, Хосе Габриэль Бенитес и Хосе Доминго Кампос, были гражданскими чиновниками. Во вступительном документе новые руководители страны обвинили предшественников в нелегитимности, узурпации власти и нежелании проводить свободные выборы. Также этим документом были назначены три члена Временной хунты и пять командиров армии (в их числе будущий глава государства Мариано Роке Алонсо).
Новая власть продержалась лишь две недели и не успела ничем отметиться. Уже 9 февраля 1841 года произошёл новый переворот, в результате которого хунта была упразднена и к власти пришёл полковник (по другим сведениям — младший лейтенант) Мариано Роке Алонсо, поддержанный другими командирами армии.